# Gottlob Burchard Genzmer
Gottlob Burchard Genzmer (* 8. November 1716 in Hohen-Lübbichow; † 14. April 1771 in Stargard) war ein evangelisch-lutherischer Theologe, Pädagoge und einer der bedeutendsten mecklenburgischen Naturforscher der Spätaufklärung.

## Leben
Gottlob Burchard Genzmer wurde als Sohn des evangelisch-lutherischen Pfarrers Buchard Gottlieb Johann Genzmer (um 1670–1732) und dessen Frau Katharina Margarete, geb. Meinicke († 1721) in Hohen-Lübbichow (heute: Lubiechów Górny) in der Neumark geboren. Kaum fünfjährig verlor er die Mutter. Pflegemutter wurde Katharina Thiele, die der Vater daraufhin in zweiter Ehe heiratete.
Nach erstem Unterricht beim Vater besuchte Genzmer ab 1730 das Gymnasium in Stettin und das Gymnasium zum Grauen Kloster in Berlin. In Berlin kam es zur ersten Begegnung mit dem späteren Theologen, Historiker und Buchautor Samuel Buchholtz, woraus sich eine lebenslange Freundschaft entwickelte. In späteren Jahren agierte Genzmer mehrfach als Förderer von Buchholtz. Dessen literarisches Werk fußt nicht unwesentlich auf Genzmers Einflussnahme.
Von 1736 bis 1738 absolvierte Genzmer ein Studium der Theologie und Philosophie in Halle. In die Studienzeit fielen die erste Begegnung und der Beginn einer engen Freundschaft mit Johann Joachim Winckelmann, die trotz räumlicher Entfernung bis zu dessen Tod anhielt.
Als erste Berufsstation wurde Genzmer 1740 als Konrektor nach Havelberg berufen.

„[Hier] lebte er […] in vertrauter Freundschaft mit dem Konrektor [Samuel] Buchholz in Werben, der später als Geschichtsforscher bekannt geworden ist, und dem Konrektor [Johann Joachim] Win[c]kelmann in Seehausen, dem späteren berühmten Archäologen. Alle drei, strebsame Naturen in engen Verhältnissen, fanden sich durch ihre Berufstätigkeit nicht befriedigt. Genzmer hatte den Vorzug, daß in Havelberg litterarisches Interesse herrschte; er war ein guter Kenner der klassischen Litteratur, in der Naturkunde wohl unterrichtet und ein fleißiger Sammler.“

Seine früh entflammte Begeisterung für Steine und Versteinerungen brachte Genzmer in (Brief-)Kontakt mit bedeutendsten Gelehrten seiner Zeit, darunter Johann Christoph Gottsched in Leipzig, Friedrich Martini in Nürnberg (und Berlin), Johann Ernst Immanuel Walch in Jena, Christian Friedrich Voß, Friedrich Nicolai und Johann Georg Krünitz in Berlin, Carl von Linné in Schweden.
Durch Vermittlung von Christian Andreas Cothenius empfing der anscheinend pietistisch geprägte Genzmer 1745 eine Berufung nach Mirow in Mecklenburg-Strelitz als „Informator“ (Prinzenerzieher) am Hof des dort apanagierten Erbprinzen Karl (Ludwig Friedrich). Der Mirower Hof entwickelte sich – auch durch Genzmers Anwesenheit – in jenen Jahren zum intellektuellen Zentrum des kleinen mecklenburgischen Landesteils. Zu Genzmers Schülern zählten zwei spätere Regenten von Mecklenburg-Strelitz: Adolf Friedrich IV. und Karl II. Engen persönlichen Kontakt hatte er auch zu allen anderen Prinzen und Prinzessinnen dort, darunter Prinzessin Sophie Charlotte, die später Königin von Großbritannien und von Irland wurde und auch dann noch Briefkontakt zu Genzmer gepflegt haben soll. Sophie Charlottes starkes Interesse an Botanik und ihr Einsatz für die Royal Botanic Gardens (Kew) wird auf ihren Unterricht durch Genzmer zurückgeführt. 1749 ist eine Reise von Genzmer nach Dänemark belegt, auf der er den Philosophen und Hochschullehrer Angelius Johann Daniel Aepinus in Rostock besucht hat. Als Adolf Friedrich IV. Anfang 1753 den Thron bestieg, folgte wahrscheinlich auch Genzmer der Hofgesellschaft und wechselte im Rang eines Hofmeisters zunächst nach Neustrelitz. Noch reichlich ein Jahrzehnt später ist bezeugt, dass Genzmer ungehinderten Zutritt zum Regenten hatte und bei gelegentlichen Aufenthalten in der Residenz an der fürstlichen Tafel speiste.
Als die Aufgaben als Prinzenerzieher erfüllt waren, verschaffte der Herzog seinem Lehrer und Erzieher 1756 mit der Präpositur Stargard die einträglichste Pfarre seines Landes. Anscheinend erst jetzt hielt Genzmer die Zeit für gekommen, eine Familie zu gründen. Er heiratete und wurde zwischen 1758 und 1768 Vater von drei Söhnen und drei Töchtern. Seine ältesten drei Kinder hatten dabei stets alle drei Taufpaten aus der Fürstenfamilie.
Mit herausragender Sorgfalt widmete sich Genzmer in Stargard fortan seinen Amtspflichten als Pastor der nach Stargard eingepfarrten Gemeindemitglieder und als Präpositus des von ihm verwalteten Sprengels. Anscheinend als erster Amtsträger dort überhaupt begann er, in Stargard gewissenhaft Geburts-, Tauf-, Trau- und Sterberegister zu führen und beschrieb als Einleitung des Kirchenbuchs auch seine und die Einkommenssituation seiner Gemeinde. Nach dem großen Stargarder Stadtbrand von 1758 leitete er den Wiederaufbau der Stadtkirche, während die Gemeinde für reichlich ein Jahrzehnt in einer Kapelle auf der Burg den Gottesdienst feierte.

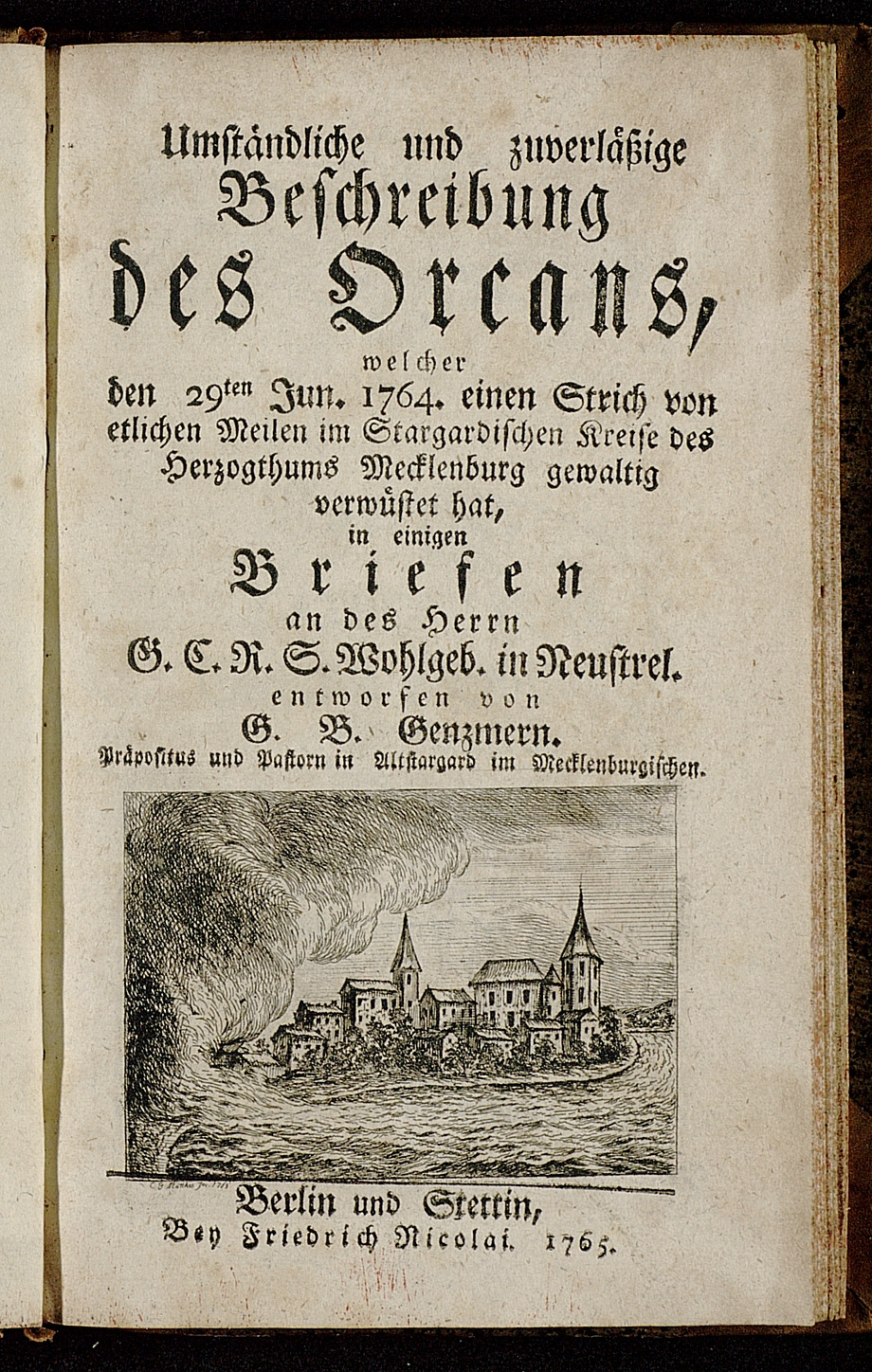
Umständliche und zuverläßige Beschreibung des Orcans, welcher den 29ten Jun. 1764. einen Strich von etlichen Meilen im Stargardischen Kreise des Herzogthums Mecklenburg gewaltig verwüstet hat. (1765)

1764 war Genzmer Augenzeuge der Verwüstungen, die ein verheerender Tornado der in Deutschland selten vorkommenden Klasse F5 in der Region Woldegk am 29. Juni 1764 verursacht hatte. Auf knapp 30 km Länge von Feldberg bis Helpt hinterließ der Wirbelsturm eine bis zu 900 m breite Schneise der Verwüstung. Genzmer beschrieb die Auswirkungen detailliert in einer 1765 erschienenen Publikation.
Daneben trug er eine umfangreiche Sammlung von Steinen und Versteinerungen (Petrefakten) zusammen und galt unter Zeitgenossen als wissenschaftliche Kapazität auf diesem Gebiet. Verbürgt ist, dass selbst Winckelmann und Prinz Georg (August) zu Mecklenburg in Rom Zeit damit verbrachten, Stücke für Genzmers Sammlung zu suchen. Während Genzmer am Wissensaustausch der Gelehrten untereinander brieflich rege teilnahm, blieb seine publizistische Tätigkeit auf wenige Aufsätze beschränkt. 1766 besuchte Thomas Nugent Genzmer in Stargard und schildert seine Eindrücke in seinen (fiktiven) Briefen. 1768 beteiligte sich Genzmer als einer der ersten an den auflebenden Diskussionen zur Rethra-Problematik und über die Echtheit der sogenannten Prillwitzer Idole. 1769 wurde er zum Mitglied der Deutschen Akademie der Naturforscher Leopoldina in Halle (Saale) gewählt. 1769 hatte er Kontakt zu Joachim Trumpf, begleitete die Aufstellung von dessen Orgelwerk in der Stargarder Stadtkirche und verfasste später einen Nekrolog auf ihn. Als die Stadtkirche Stargard am 24. Oktober 1770 ihre feierliche Wiedereinweihung erlebte, wurde von der Herzoglichen Kapelle eine Kantate aufgeführt, deren Text von Genzmer stammte. Nur ein Jahr später starb Genzmer 54-jährig an den Folgen einer Fußverletzung und wurde vor dem Hauptaltar seiner Kirche zur letzten Ruhe gebettet.

## Werke
Genzmer schrieb kein bedeutendes wissenschaftliches Werk; nachgewiesen sind jedoch eine Reihe von Aufsätzen:
- Beschreibung einer versteinerten Muschel, mit dreyfachen Rücken (conchae rugosae trilobae) / von e. Mitgliede aus dem Mecklenburgischen [G.B. Genzmer]. In: Arbeiten einer vereinigten Gesellschaft in der Oberlausitz […]. Leipzig u. Lauban 2, 1750/51, 3. Stk., S. 285–298 (mit Illustr.).
- Umständliche und zuverlässige Beschreibung des Orcans, welcher den 29. Jun. 1764 einen Strich von etlichen Meilen im Stargardischen Kreise des Herzogthums Mecklenburg gewaltig verwüstet hat / in einigen Briefen an den Herrn G[eheimen] C[anzley-] R[ath] S[eip] […] entworfen von G. B. Genzmern. Berlin 1765. (Digitalisat; Volltext, PDF)
- Herrn Gottl. Burch. Genzmers […] vorläufige Nachricht von einigen neulich entdeckten Götzenbildern und Alterthümern des nördlichen Heydenthums. In einem Sendschreiben an den Herrn D. Schütze in Hamburg, vom 15. Februar 1768. In: Altonascher Merkurius 1768, 34 [Abdruck bei Boll, 1854, S. 180].
- [Über einen Orthocreratiten mit doppelten Nervenröhren aus Genzmers Sammlung]. In: Neues Systematisches Conchylien-Cabinet / geordn. u. beschr. von Friedr. Heinr. Wilh. Martini. Nürnberg 1, 1768, S. 5.
- Zweites Sendschreiben an Sr. Hochw. Hrn. Doctor Schütze in Hamburg, welches einen Beitrag zu der neulich im ersteren ertheilten vorläufigen Beschreibung der vor kurzem zu Neubrandenburg im Mecklenburgischen entdeckten Götzenbildern und Alterthümern des nördlichen Heydenthums enthält. In: Altonascher Merkurius 1768, 44 [Abdruck bei Boll, 1854, S. 186].
- Denckmaal der feierlichen Einweihung der neu erbaueten Kirche zu Stargard im Hertzogthum Mecklenburg-Strelitz den 24. October 1770. - Neubrandenburg, 1770. (Digitalisat)[8]
- Danksagungsrede an Sr. Hertzogl. Durchl. [Adolf Friedrich IV.]. In der Schloßkirche gehalten / von Präpos[itus] G. B. Genzmer. In: Denckmaal der feierlichen Einweihung der neuerbaueten Kirche zu Stargard im Hertzogthum Mecklenburg-Strelitz den 24. October 1770. Neubrandenburg, 1770.
- Nachricht von einem neulich verstorbenen mecklenburgischen Künstler und Autodidacten, Joachim Trumpf, Küster und Organist zu Ivenack im Schwerinischen. In: Nützliche Beyträge zu den Neuen Strelitzschen Anzeigen 2, 1770, 2, Sp. 113–120; 2, 1770, 3, Sp. 121–126.
- Anderweitige Beantwortung der Einwürfe des Herrn Pastors Sense zu Warlin i. Meckl., wider die wendischen Altertümer […]. In: Gemeinnützige Aufsätze aus den Wissenschaften für alle Stände zu den Rostockischen Nachrichten. 1770, St. 18–21, S. 73–85. [= Heeß, Nr. 1934].
- Von der sogenannten Käfermuschel. In: Berlinische Sammlung zur Beförderung der Arzneywissenschaft, der Naturgeschichte, der Haushaltungskunst, Kameralwissenschaft und der dahin einschlagenden Litteratur, Berlin 3, 1771, Stk. 2, S. 117–127 (Nachdruck u. d. T.: Des Herrn G. B. Genzmer […] Abhandlung von der sogenannten Käfermuschel (Entomolithus paradoxus Linn.). In: Magazin für die Naturkunde und Oekonomie Mecklenburgs, Schwerin u. Leipzig 2, 1795, S. 81–93).
- Des Herrn Propst Genzmers […] kurze Nachricht von einer seltenen und bisher ganz unbekannten Versteinerung. In: Berlinische Sammlung zur Beförderung der Arzneywissenschaft, der Naturgeschichte, der Haushaltungskunst, Kameralwissenschaft und der dahin einschlagenden Litteratur. Berlin 3, 1771, Stk. 3, S. 294–296. [mit Titelkupfer: Fig. 3].
- Allgemeine Nachricht von einer zu Kauf gestellten sehr schönen und vollständigen Petrefactensammlung im Mecklenburgischen [über Genzmers Sammlung]. Neubrandenburg, 1783. 38 S. [= Bachmann, Nr. 691; Seitenangabe dort falsch].
- Isis Entrocha Linn[aei]. In: Berlinische Sammlung zur Beförderung der Arzneywissenschaft, der Naturgeschichte, der Haushaltungskunst, Kameralwissenschaft und der dahin einschlagenden Litteratur, Berlin 5, 1773, Stk. 1, S. 156–163. (mit Illustr.). Nachdruck u. d. T.: Des Herrn G. B. Genzmer […] Beschreibung der Isis Entrocha Linnaei. In: Magazin für die Naturkunde und Oekonomie Mecklenburgs. Schwerin u. Leipzig 1, 1791, S. 157–167 [ohne die Illustr.].
- [Über einen Flintenstein, worin eine petrifizierte rötliche Krebsschere liegt], nach Siemssen in einem bekannten Knorrischen Werk, Taf. XVI [wohl: Georg Wolffgang Knorr: Sammlung von Merkwürdigkeiten der Natur und Alterthümern des Erdbodens, welche petrificierte Cörper enthält, Nürnberg, 1755, 3 Tle.].

## Nachlass
Über den Verbleib von Genzmers Sammlungen und sonstigen Hinterlassenschaften ist nichts bekannt. Schon zu Lebzeiten hatte sich Genzmer um den Verkauf seiner wertvollen Petrefaktensammlung bemüht, was weder ihm noch später seinen Erben gelungen zu sein scheint. Um 1800 war die Sammlung noch in Stargard, seither ist sie verschollen. Winckelmanns Briefe an Genzmer, die sich damals noch im Familienbesitz seiner Nachkommen befanden, wurden zwanzig Jahre nach Genzmers Tod erstediert. Um 1800 ist auch dieser, von den Nachkommen bewahrte, sehr hochkarätige schriftliche Nachlass zum letzten Mal lokalisierbar. Seither fehlt auch davon jede Spur. Auch eine 1775 unter dem Titel Kritische Briefe aus den Gegenden am Belt angekündigte Ausgabe des Briefwechsels zwischen Genzmer und Buchholtz ist nie erschienen, die Briefe seither verschollen. Lediglich einzelne Bücher aus Genzmers Bibliothek, darunter eine Bibel mit Autographen von Philipp Melanchthon, welche Nugent noch im Besitz von Genzmer bewundert hatte, sind noch heute erhalten.